# Rosvopaisti
Rosvopaisti is een Fins vleesgerecht dat in een kuil in de grond wordt bereid. In principe wordt lamsvlees gebruikt, maar het kan ook bereid worden met het vlees van een rund, varken, rendier of een beer. 
De letterlijke vertaling van Rosvopaisti  is ‘roversgebraad’. Deze naam zou afkomstig zijn van de roman Lampaansyöjät van de Finse auteur Veikko Huovinen: twee mannen bereiden het vlees van een gestolen schaap door het te garen in een kuil met hete kolen. Zij zouden het recept weer hebben gehaald uit een culinair tijdschrift van Hotell Torni, dat zich op zijn beurt baseerde op het verhaal van een Fin die vóór de Tweede Wereldoorlog in Mongolië woonde en daar het gerecht had geleerd.

## Bereiding
Er wordt een kuil gegraven van een halve meter tot één meter diepte. Binnen een rijtje neergelegde stenen wordt een vuur aangelegd dat enkele uren moet branden zodat er houtskool ontstaat. Daarna wordt het gemarineerde vlees, verpakt in aluminiumfolie, in de kuil gelegd, onder het laagje brandend houtskool. Eventueel wordt er nog een laag zand overheen aangebracht en daar bovenop een nieuw vuur aangestoken, om verzekerd te blijven van voldoende hitte om het vlees gaar te krijgen.
De totale bereidingstijd van Rosvopaisti is 8 tot 12 uur.